# 김선아
김선아(1973년 10월 1일 ~ )는 대한민국의 배우이다.

## 출연작

### 드라마
- 1997년 MBC 일일연속극 《방울이》
- 1997년 SBS 드라마스페셜 《화이트 크리스마스》
- 1998년 SBS 드라마스페셜 《승부사》
- 1998년 MBC 주말연속극 《사랑과 성공》
- 1998년 MBC 수목 미니시리즈 《세상 끝까지》
- 1998년 MBC 단막극 《베스트극장-그녀의 화분 NO.1》 ... 현아 역
- 1999년 MBC 단막극 《베스트극장-그해, 겨울날의 풍경》 ... 주연 역
- 1999년 MBC 청춘시트콤 《점프》
- 1999년 SBS 드라마스페셜 《TV영화 러브스토리 - 해바라기》
- 2000년 SBS 일요 아침드라마 《좋아 좋아》 ... 운조아 역
- 2000년 MBC 월화 특별기획 《황금시대》 ... 이주영 역
- 2005년 MBC 수목 드라마 《내 이름은 김삼순》 ... 김삼순 역
- 2008년 MBC 월화 미니시리즈 《밤이면 밤마다》 ... 허초희 역
- 2009년 SBS 드라마스페셜 《시티홀》 ... 신미래 역
- 2011년 SBS 주말특별기획 《여인의 향기》 ... 이연재 역
- 2012년 MBC 수목 미니시리즈 《아이두 아이두》 ... 황지안 역
- 2015년 KBS2 수목드라마 《복면검사》 ... 유민희 역
- 2017년 JTBC 금토드라마 《품위있는 그녀》 ... 박복자 역
- 2018년 SBS 월화드라마 《키스 먼저 할까요》 ... 안순진 역
- 2018년 MBC 수목 미니시리즈 《붉은 달 푸른 해》 ... 차우경 역
- 2019년 SBS 수목드라마 《시크릿 부티크》 ... 제니장 역
- 2022년 JTBC 토일드라마 《디 엠파이어 : 법의 제국》 ... 한혜률 역
- 2023년 채널 A 미니시리즈 《가면의 여왕》 ... 도재이 역

### 영화
- 2002년 《예스터데이》 ... 매이 역
- 2002년 《몽정기》 ... 교생 김유리 역
- 2003년 《황산벌》 ... 계백 처 역(특별출연)
- 2003년 《위대한 유산》 ... 미영 역
- 2003년 《해피 에로 크리스마스》 ... 볼링장 여직원 허민경 역
- 2004년 《S 다이어리》 ... 나진희 역
- 2005년 《잠복근무》 ... 천재인 역
- 2007년 《내 생애 최악의 남자》 ... 지나가는 행인 역(특별출연)
- 2008년 《걸스카우트》 ... 최미경 역
- 2008년 《달콤한 거짓말》 ... 첫사랑 선아 역(특별출연)
- 2009년 《주유소 습격사건 2》 ... 본인 역(우정출연)
- 2011년 《투혼》 ... 오유란 역
- 2013년 《더 파이브》 ... 고은아 역
- 2016년 《인천상륙작전》 ... 김화영 역(특별출연)

### 뮤직비디오
- 1996년 이승철 - 나 이제는
- 1997년 터보 - 금지된 장난
- 1997년 지누(최진우) - 세레나데
- 1998년 이소은 - 3주만 사귀어봐
- 2000년 유지민 - 너무 늦게 깨달은 거야
- 2000년 량현량하 - 학교를 안 갔어
- 2000년 J - Time Out
- 2007년 이기찬 - 세 사람
- 2008년 왁스 - 여자는 사랑을 먹고

## CF
- 1996년 한불화장품 오버클래스 ID
- 1997년 영에이지 심플리트
- 1999년 오리온 오키
- 1999년 로제화장품 크리시아
- 2000년 로제화장품 크리시아 에센스
- 2000년 ~ 2002년 피자헛
- 2001년 롯데제과 빈츠
- 2003년 웅진식품 내 사랑 유자C (with 이범수)
- 2003년 롯데제과 포칸
- 2005년 DHC 화장품 (with 윤은혜)
- 2005년 현대스위스상호저축은행 (with 손창민 이훈)
- 2005년 하나로텔레콤 하나포스
- 2005년 제네시스 BBQ치킨
- 2005년 롯데칠성음료 콜라겐5000
- 2005년 파리크라상 파리바게뜨
- 2006년 LG카드
- 2006년 하나로텔레콤 집전화
- 2006년 CJ제일제당 햄스빌베이컨
- 2007년 SK텔링크 SK국제전화 00700 (with 차범근)
- 2008년 SK텔레콤 생각대로T
- 2009년 하이트진로 맥스 (with 이승기)
- 2011년 아지노모토 보노 콘스프
- 2011년 동아제약 모닝케어
- 2011년 삼성카드 삼성S클래스카드
- 2011년 동원F&B 순닭가슴살
- 2011년 현대약품 더마화이트정 기미
- 2012년 OB맥주 카스
- 2012년 NS홈쇼핑
- 2020년 뉴오리진 에스트리션

## 수상 및 후보
- 2003년 제26회 황금촬영상 신인여우상 《예스터데이》
- 2003년 CGV 제2회 관객이 뽑은 올해의 영화상 여자배우상 《위대한 유산》
- 2004년 제40회 백상예술대상 영화부문 인기상 《유산》
- 2004년 제38회 납세자의 날 국무총리표창
- 2004년 제27회 황금촬영상 최우수인기여우상 《위대한 유산》
- 2005년 제18회 그리메상 최우수 여자연기상 《내 이름은 김삼순》
- 2005년 제6회 대한민국 영상대전 탤런트부문 '포토제닉상' 《내 이름은 김삼순》
- 2005년 환경재단 선정 세상을 밝게 한 100인
- 2005년 MBC 연기대상 베스트커플상(with 현빈), 네티즌 인기상, 최우수연기상, 대상 《내 이름은 김삼순》
- 2006년 제18회 한국방송프로듀서상 연기자상 《내 이름은 김삼순》
- 2009년 경희대학교 예술디자인대학 공로상
- 2009년 SBS 연기대상 10대스타상, 드라마스페셜부문 여자연기상 《시티홀》
- 2011년 CETV 아시아 10대 인기스타상
- 2011년 SBS 연기대상 10대스타상, 주말연속극부문 여자최우수연기상 《여인의 향기》
- 2014년 제34회 황금촬영상 최우수여우주연상 《더 파이브》
- 2018년 제31회 그리메상 최우수 여자연기상 《키스 먼저 할까요》
- 2018년 MBC 연기대상 수목미니시리즈부문 여자 최우수연기상 《붉은 달 푸른 해》
- 2018년 SBS 연기대상 베스트커플상(with 감우성), 대상 《키스 먼저 할까요》